# ポチッと農園
「ポチッと農園」（ポチットノウエン、略称：ポチ農）は、株式会社6699.jpが提供する農園経営シミュレーションゲーム。ブラウザゲームなので、手軽にプレイすることができる。手軽に作物を育成、収穫し、自分だけの農園を経営することが可能。同じ作物同士をスライドして合成し作物のレベルを上げてお客さんからの小注文をこなして金貨を集め、集めた金貨を使い新たな作物の栽培や土地の購入などを行う（ポチッと農園、2023年9月4日）。

## 概要
株式会社6699.jpが提供する、農園経営シミュレーションゲーム。最初は3×3の小さな土地から始まる。そこから作物を合成、収穫、小注文をクリアしていき、金貨を稼ぐ。稼いだ金貨を使って少しずつ土地を広げていき、自分だけの自由な農園を作り上げることができる。キャッチコピーは「ポチッと爽快！農園を経営しよう！」。

## ゲームシステム

### 作物の育成
金貨を使って栽培した作物を育成する。育成した同じ作物をスライドさせて合成し、作物レベルを上げる。作物レベルを上げることにより、その作物の貯蔵量が増えていく。

### プレイヤーのレベル
収穫した作物を売り小注文をこなしていくことで、プレイヤーは経験値が溜まっていく。経験値が一定数溜まることによりレベルが上がり、新たな作物や生産品をアンロックすることができる。レベルの上限は60レベルで、それ以上のレベルは存在しない。また、新たな作物がアンロックされていくのは30レベルまでとなっており、それ以降（31レベル～）はどれだけレベルを上げても新たな作物はアンロックされない。

### 建造物
プレイヤーのレベルが上がるにつれて、「パン工場」「飲物工場」「ガチャ」「ペット小屋」「空港」「缶詰工場」といった建造物がアンロックされていく。

#### パン工場
パン工場は、「パン」「カボチャパン」「ブルーベリーパン」「イチゴパン」「パイナップルパン」「リンゴパン」を生産することができ、いずれもプレイヤーのレベルが上がるにつれてアンロックされていく。また、各生産品は指定された数の作物を所有しなければ作成することはできない。そしてパン工場は作物と同様に合成が可能で、最大10レベルまで存在する。

#### 飲物工場
飲物工場は、「トマトジュース」「ブドウジュース」「ニンジンジュース」「キュウリジュース」「スイカジュース」「サトウキビジュース」を生産することができ、いずれもプレイヤーのレベルが上がるにつれてアンロックされていく。また、各生産品は指定された数の作物を所有しなければ作成することはできない。そして飲物工場は作物と同様に合成が可能で、最大10レベルまで存在する。
ガチャは、金貨を消費して行う金貨ガチャと、ダイヤを消費して行うダイヤガチャが存在する。金貨ガチャは一日に200回しか引くことができないが、ダイヤガチャは無制限に引くことが可能。いずれも「ガチャ1回」と「ガチャ10回」という項目があり、「ガチャ1回」でガチャを引くと金貨、もしくはダイヤを消費して1回だけガチャを引くことができる。「ガチャ10回」でガチャを引くと金貨、もしくはダイヤを消費して一度に10回分のガチャを引くことができる。また、金貨を消費するガチャの場合はプレイヤーのレベルが上がるにつれて消費する金貨の数が上がっていくが、ガチャを引き続けると最大2割引きで引くことができるようになる。

#### ペット小屋
ペット小屋は、合計4体のペットを所有することができ、ペットはそれぞれ異なる利益をもたらす効能を持つ。ウサギの見た目をした「モモ」は、小注文で得られる金貨の倍率を確立で2倍にすることができる。パンダの見た目をした「ピピ」は、他のユーザーの畑で作物を盗む際に、確率ですべての作物を盗めるようになる。ウシの見た目をした「ガガ」は、作物を栽培する際に確率で栽培する作物を2レベルからにできる。イヌの見た目をした「ココ」は、自分の畑の作物を他のユーザーに盗まれた際に、確率で数パーセント分を奪い返すことができる。また、ペットの効能を稼働させるには一定数のエサが必要になる（エサはガチャを引くことにより入手可能）。さらにペットにもレベルが存在し、レベルを上げるにはペット経験（ペット経験はガチャを引くことにより入手可能）を消費しレベルを上げたいペットの経験値を最大まで溜め、一定数のエサを消費することにより可能となる。ペットの最大レベルは10レベル。

#### 空港
空港（大注文）では、一定時間ごとに自分の畑の空港に出現する飛行機を選択し小注文と同じ要領で指定された作物や生産品を出荷することにより、一回の大注文につきダイヤを100個入手することができる。大注文の項目は合計で6個あり、すべてを出荷することにより報酬を得られる。また、他のプレイヤーの空港も最大3つまでヘルプすることができ、ヘルプするプレイヤーは1つの項目につき5個のダイヤを入手することができる。

#### 缶詰工場
缶詰工場は、「サクランボの缶詰」「ヤマモモの缶詰」「キウイの缶詰」「ミカンの缶詰」「モモの缶詰」「ナシの缶詰」を生産することができ、いずれもプレイヤーのレベルが上がるにつれてアンロックされていく。また、各生産品は指定された数の作物を所有しなければ作成することはできない。そして缶詰工場は作物と同様に合成が可能で、最大10レベルまで存在する。
工場で生産品を生産する場合、全てを生産するまでに時間を要するが、ダイヤ10個もしくは20個を消費することで時間経過をスキップすることができる。

### フレンド招待
フレンド招待は、画面右端のクローバーマークを選択し、隠しバーを展開すると出現する「招待報酬」や「フレ職員」「毎日ヘルプ」のどれかの項目を選択した際に出る「招待」から行うことができる。コピーしたURLをシェアしそのURLを通じて新規プレイヤーに入ってもらい、そのプレイヤーのプレイヤーのレベルが3レベルに到達した際には「招待報酬」の報酬が受け取り可能となる。また、招待することによりランダムで「フレ職員」を雇うことができる。フレ職員はプレイヤーに利益をもたらす効能を持っており、効能は「営業員」「バイヤー」「栽培員」の3種類存在する。フレ職員はそれぞれ5人ずつ雇うことができ、雇う人数が多いほどその利益も増える。

#### 営業員
営業員は、小注文をクリアした際に得ることができる金貨の量を増やすことができる。1人につき得られる金貨が3%ずつ増え、5人雇えば最大15%上げることができる。

#### バイヤー
バイヤーは、作物を栽培する際に消費する金貨の量を減らすことができる。1人につき3%ずつ減り、5人雇えば最大15%減らすことができる。

#### 栽培員
栽培員は、作物が成長し、1レベルになるまでの必要時間を短縮することができる。1人につき5秒短縮され、5人雇えば最大25秒もの時間を短縮することができる。

### プレイヤーとのチャット
ポチッと農園では、ワールドチャットを通じて他のプレイヤーとチャットをし、コミュニケーションをとることができる。ワールドチャットの使用は20レベルのプレイヤーのみ許可されているが（荒らしなどの対策のため）、過去はそのようなレベルボーダーの仕様は存在していなかった。伏せ字というシステムがあるため、少し利用に支障が出る可能性もある。